# Système moteur extrapyramidal
Le système moteur extrapyramidal désigne les circuits nerveux responsables de la motricité involontaire, notamment réflexe, et du contrôle de la posture. À la différence du système moteur pyramidal, il ne s'agit pas d'une entité anatomique unitaire mais plutôt un ensemble fonctionnel de voies de transmission relativement lentes car l'information qui circule depuis le cerveau jusqu'à la moelle épinière passe par différents relais qui permettent une multitude de rétrocontrôles sur la commande motrice. On dit donc qu'il s'agit de voies polysynaptiques car elles mettent en jeu plusieurs neurones entre le cortex moteur et le muscle effecteur et donc plusieurs synapses.
Le système moteur extrapyramidal est constitué de cinq faisceaux principaux :
- le faisceau rubro-spinal, qui part du noyau rouge et suit un trajet parallèle au faisceau corticospinal latéral, intervient dans la motricité et la coordination des grands muscles distaux des membres supérieurs. Le noyau rouge ne reçoit aucune afférence du système des ganglions de la base et est lié au système cérébelleux ;
- le faisceau vestibulospinal est impliqué dans le contrôle de l'équilibre ;
- les faisceaux réticulospinaux. Il en existe deux : le premier est pontique (provient du pont) et active les réflexes antigravitaire (maintien de la stature érigée) ; le second est bulbaire (provient du bulbe) et libère les réflexes gravitaire, ce qui fluidifie le mouvement ;

- le faisceau olivospinal : origine au niveau de l'olive bulbaire ;
- le faisceau tectospinal (aussi appelé colliculospinal) : mouvement réflexe de la tête et du cou.

## Anecdote historique
Contrairement à l'usage, impropre, qu'il est fait de l'expression voie extrapyramidale, il n'y a pas à proprement parler d'entité neuroanatomique qui corresponde à cette terminologie. Le concept était dû au médecin anglais Kinnier Wilson (1878–1937) qui pensait, en 1912, qu'il existait, en addition du faisceau pyramidal, un ou des faisceaux moteurs en parallèle. Wilson a été induit en erreur par le fait que le faisceau qui est en fait pallido-thalamique descendait dans le tronc cérébral et la moelle épinière. Il faut dire que la plicature brutale des champs de Forel avait de quoi tromper. Néanmoins, les neurosciences contemporaines n'ont pas abandonné l'idée d'un système moteur extrapyramidal en tant qu'entité fonctionnelle. De plus, la description du syndrome extrapyramidal de Wilson reste très utile en clinique.